# Somewhere (Gert Emmens)
Somewhere is een studioalbum van Gert Emmens.

## Inleiding
Emmens behoort binnen de elektronische muziek tot de Hollandse School, samen met Ron Boots. Hij begon echter als drummer binnen een band die progressieve rock wilde spelen. Met Somewhere keerde hij na het album Memories deels terug naar die rock. Daar waar dat album nog veelal invloeden liet horen uit de elektronische muziek, is Somewhere meer gericht zijn op de rock al zijn de klanken van bijvoorbeeld de sequencer nooit ver weg. Als invloeden worden Steve Hackett en Gandalf (gitaarspel), Tony Banks en Eddie Jobson (toetsen) genoemd, uit hun periode in de jaren zeventig. Het album bevat zowel oude als nieuwe muziek; tracks 4 en 7 had Emmens al een keer opgenomen, maar hij nam ze in december 2018 opnieuw op.

## Musici
- Gert Emmens bespeelt alle muziekinstrumenten zelf en zingt ook: Zang, toetsinstrumenten, gitaar, basgitaar, baspedalen en beatbox
- Cadenced Haven (Laila Quaraishi; zijnde zijn vrouw) schreef alle teksten

## Muziek
| Nr. | Titel                  | Duur  |
| --- | ---------------------- | ----- |
| 1.  | Gifted soul            | 21:05 |
| 2.  | Moments to eternity    | 11:23 |
| 3.  | Life runs slow         | 13:38 |
| 4.  | Somewhere (In between) | 3:30  |
| 5.  | Paths to heal          | 10:54 |
| 6.  | Reflection             | 10:46 |
| 7.  | Somewhere (At the end) | 4:09  |